# Streymoy
Streymoy (tiếng Đan Mạch: Strømø) là đảo lớn nhất và đông dân nhất trong quần đảo Faroe. Thủ phủ quần đảo, Tórshavn, tọa lạc tại bờ đông Streymoy. Tên đảo có nghĩa là "đảo của những dòng nước". Streymoy (cùng Hestur, Koltur và Nólsoy) tạo nên vùng lớn nhất quần đảo Faroe.

## Địa lý

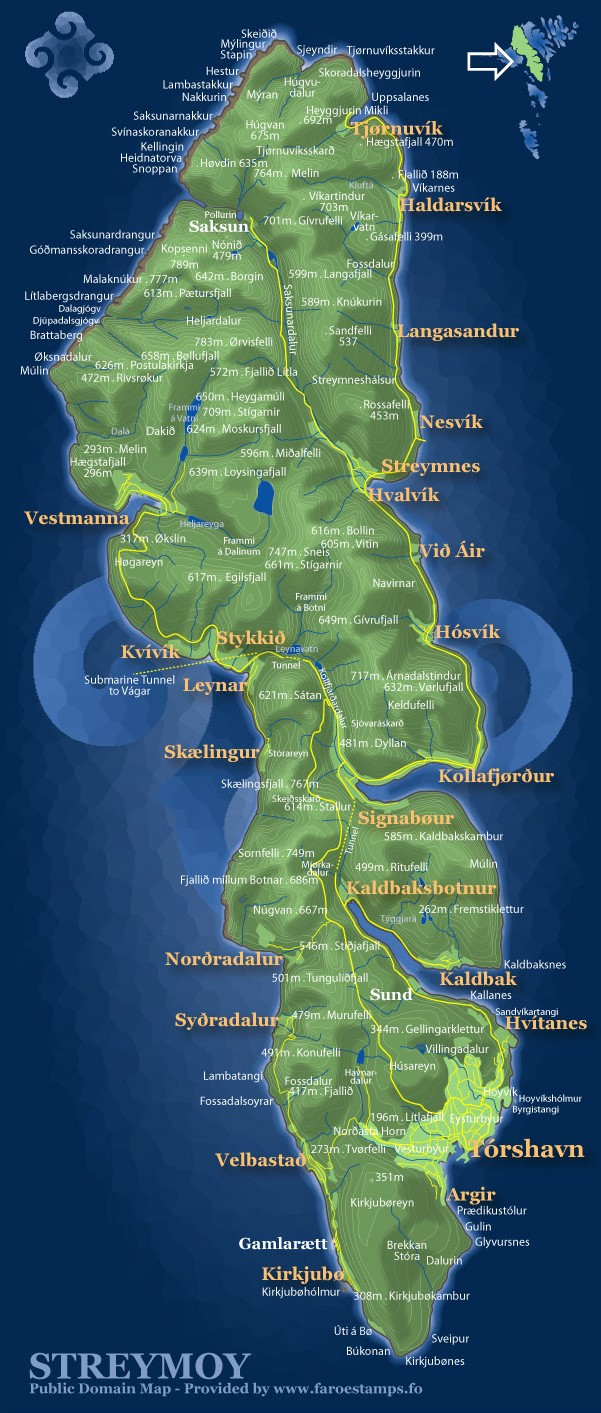
Bản đồ Streymoy

Hòn đảo có dáng thuôn dài, chiều tây bắc-đông nam, dài khoảng 47 kilômét (29 dặm) và rộng chừng 10 kilômét (6 dặm). Có hai vịnh hẹp sâu ở miền đông nam: Kollafjørður và Kaldbaksfjørður. Đảo có địa hình đồi núi, đặc biệt là ở miền tây bắc, với đỉnh cao nhất Kopsenni (789 mét (2.589 ft)). Tại đây có những vách đá cao trên 500 mét-high (1.640 ft), được gọi là Vestmannabjørgini, nghĩa là "Vách đá của Vestmanna".
Như trên khắp Quần đảo Faroe, ở Streymoy có nhiều suối ngắn và hồ nhỏ. Tại đây hầu như chỉ có cỏ, không có cây gỗ. Ở những ngôi làng mà người dân trồng cây, họ phải giăng hàng rào để cừu không vào được.
Streymoy bị tách khỏi Eysturoy, đảo lớn thứ nhì, bởi eo biển hẹp Sundini ở phía đông. Phía tây là đảo Vágar, và phía nam là đảo Sandoy. Ba đảo nhỏ hơn khác tọa lạc ngoài bờ biển nam Streymoy: Koltur, Hestur và Nólsoy.

## Dân cư
Có chừng 22.400 người sống trên đảo, tức hơn 40% toàn dân số quần đảo Faroe. Phần lớn trong số này cư ngụ tại vùng thủ phủ Tórshavn (12.300 tại Tórshavn, 3.600 tại Hoyvík và 2.000 tại Argir, Hoyvík và Argir là ngoại ô của Tórshavn). Khoảng 1.200 người sống tại Vestmanna, 800 tại Kollafjørður. Tórshavn cũng là cảng chính, trung tâm thương mại và nơi đặt trụ sở chính phủ.

## Giao thông
Hiện nay có một cầu bắc qua eo biển Sundini nối giao thông giữa đảo Streymoy với đảo Eysturoy ở phía đông và một đường hầm dưới lòng biển dài 4,9 km nối với đảo Vágar ở phía tây. Như vậy, có trục giao thông nối liền giữa 3 đảo chính của quần đảo. Năm 2004, chính phủ tự trị của Quần đảo Faroe đã công bố một dự án làm một đường hầm tới đảo Sandoy ở phía nam.
Cũng có các chuyến tàu phà thường xuyên tới các đảo Sandoy và Suduroy ở phía nam. Về mùa hè, có các chuyến tàu phà tới Hanstholm (Đan Mạch), Lerwick (Quần đảo Shetland), Bergen (Na Uy) và Iceland.

## Ảnh

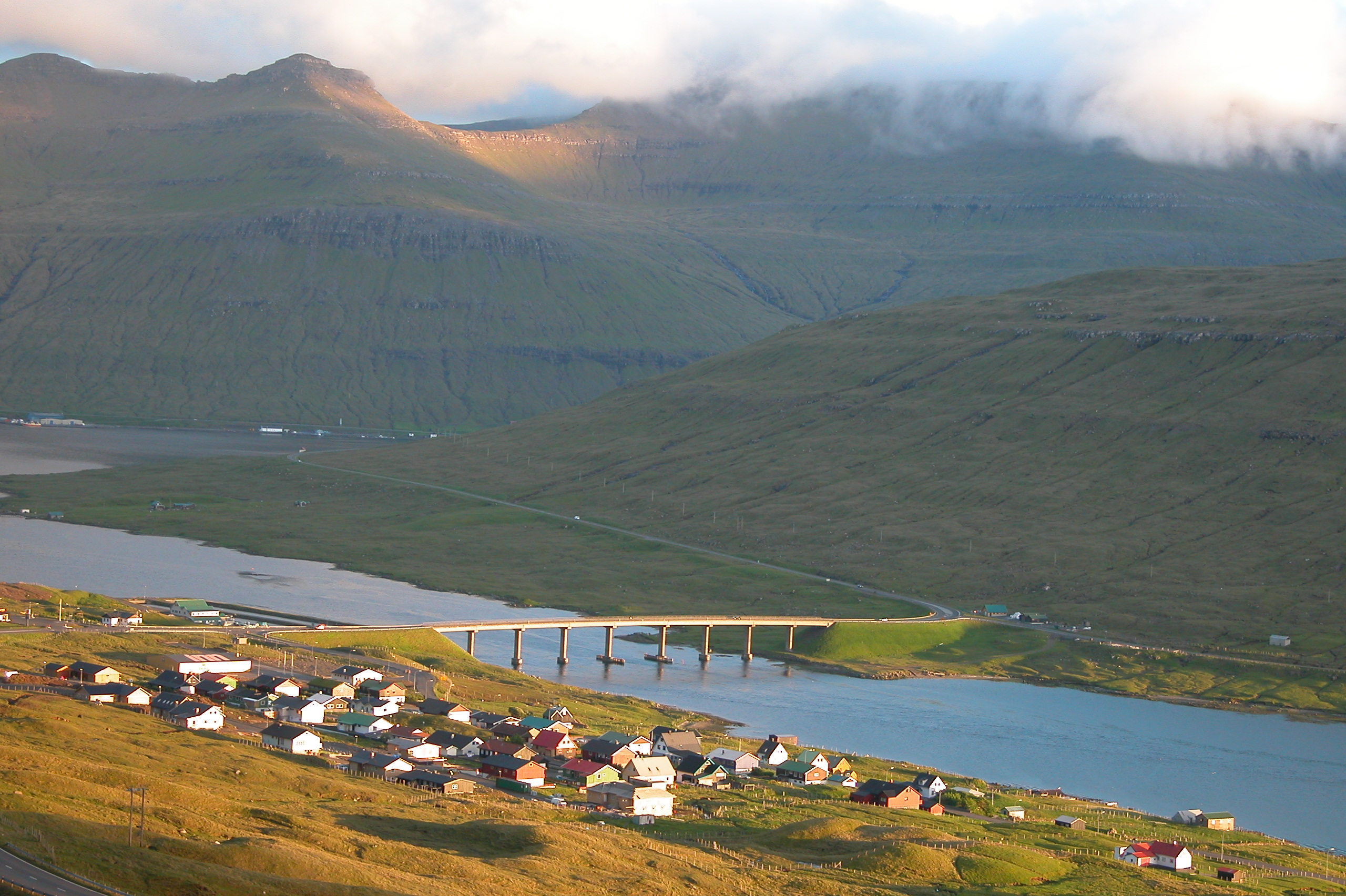
Cầu Streymin giúp băng qua eo Sundini Sound, kết nối Eysturoy và Streymoy.
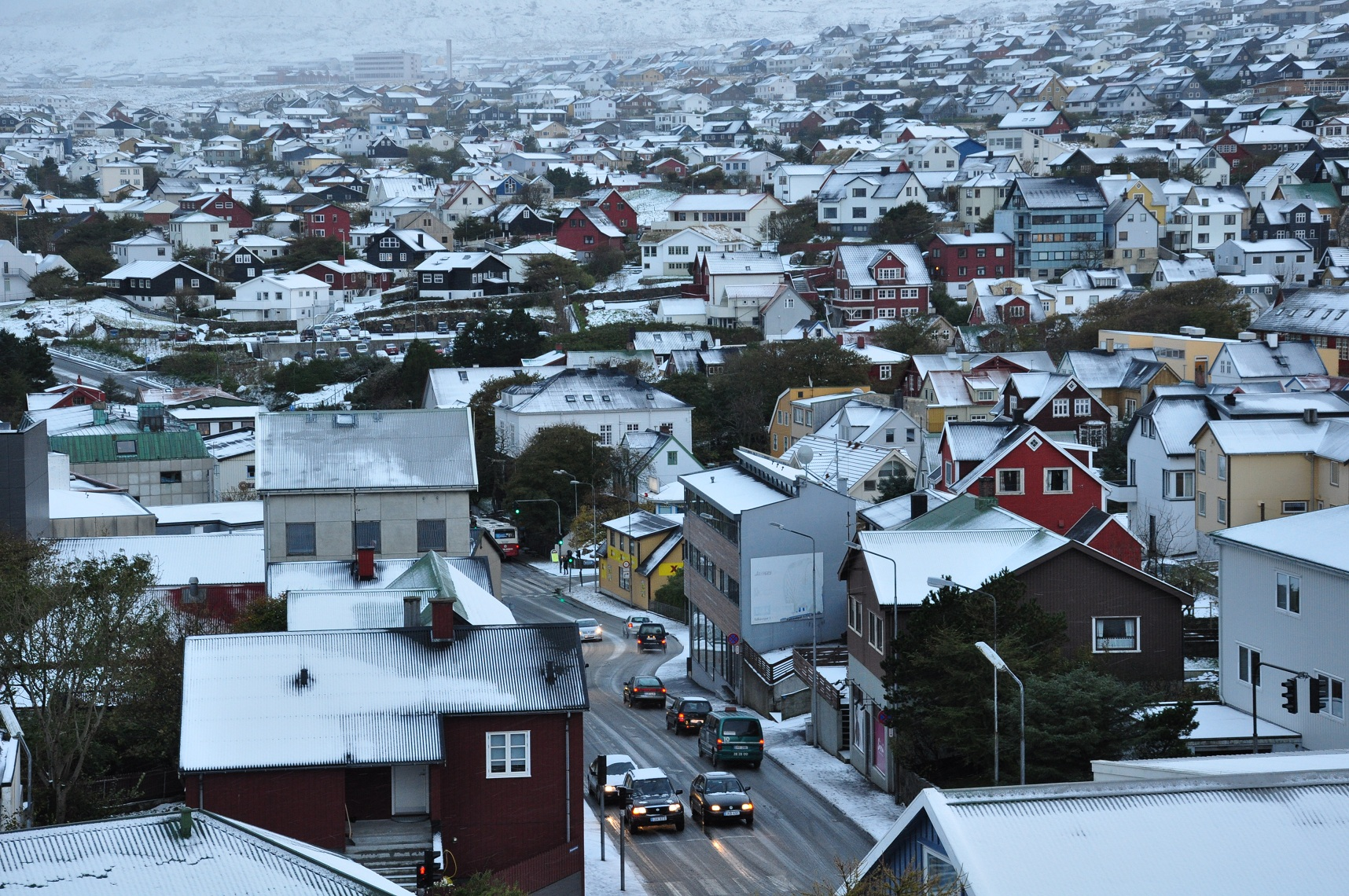
Thủ phủ Tórshavn.
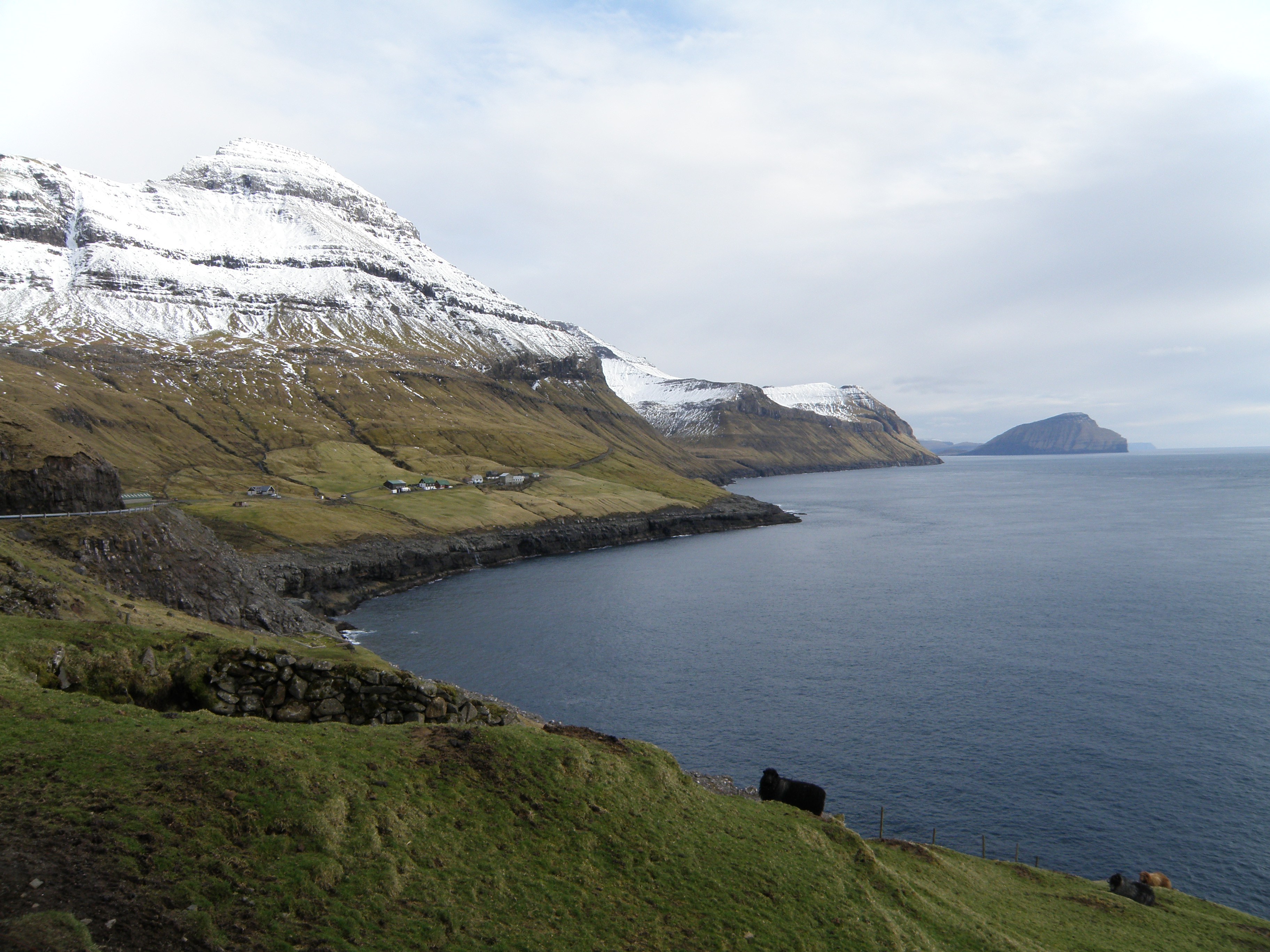
Bờ đông Streymoy.
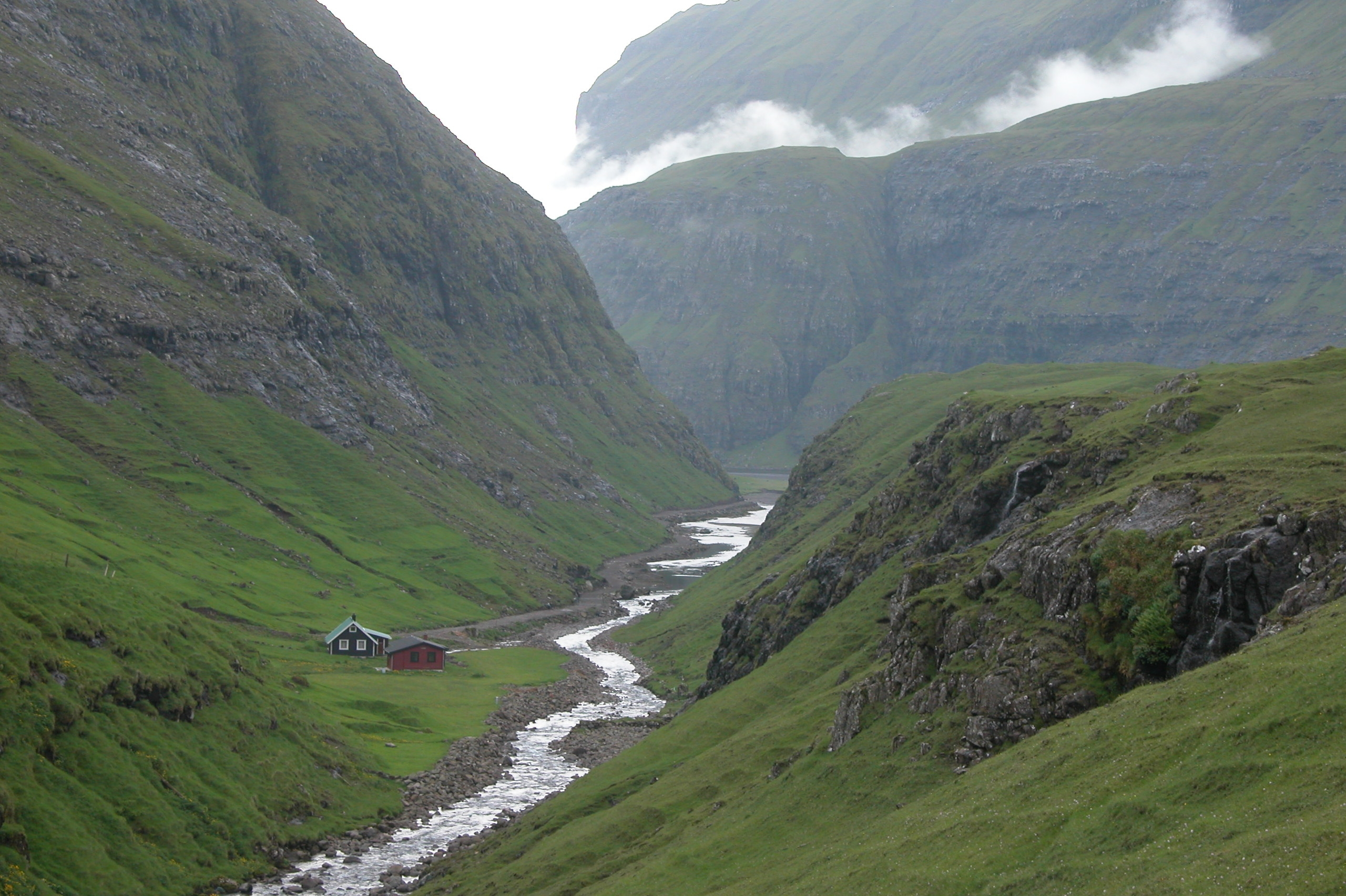
Cảnh núi non gần Saksun.
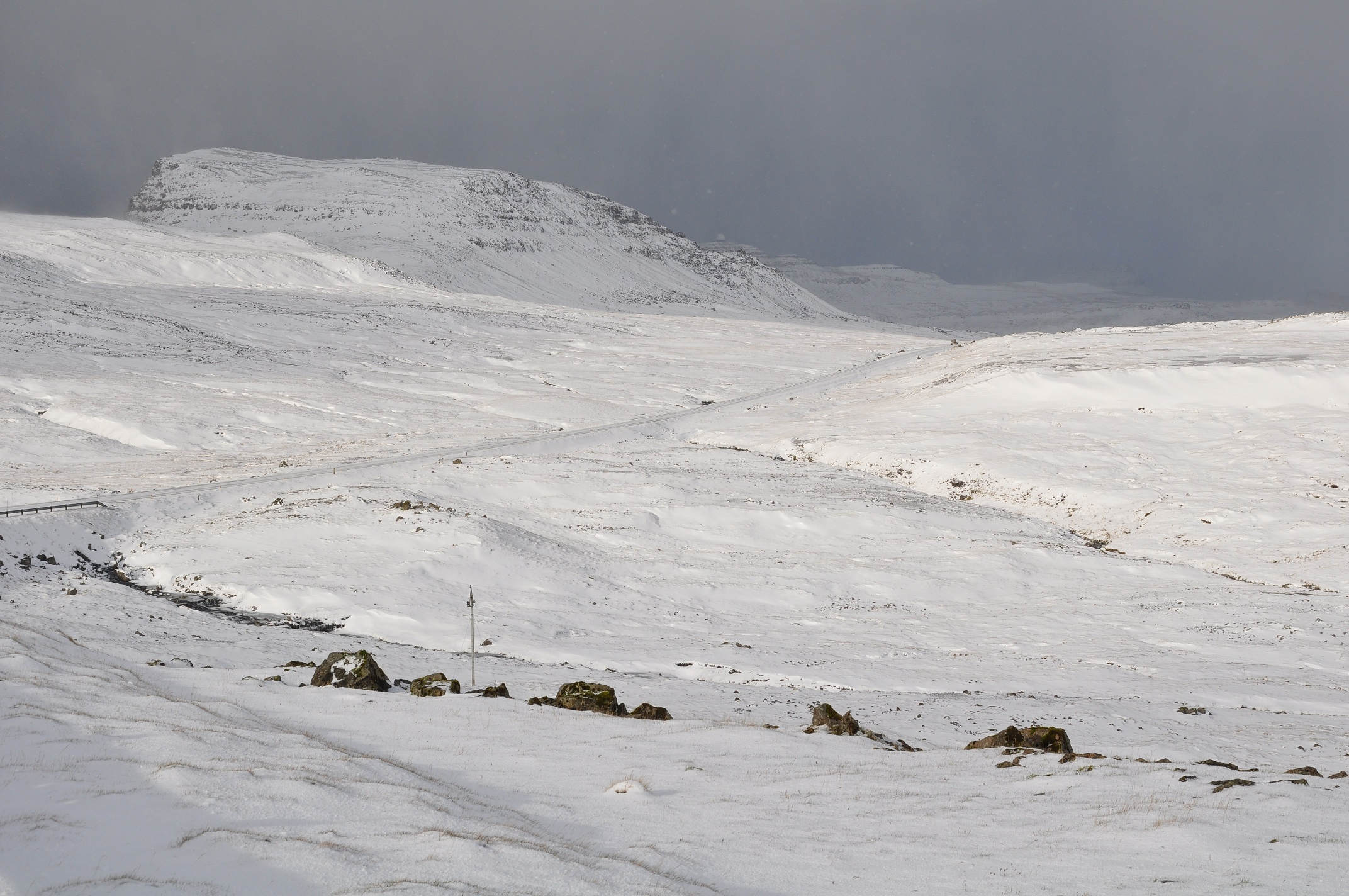
Vùng cao địa Streymoy vào mùa đông.